# TCR (brinquedo)
TCR (Total Control Racing), foi um brinquedo de autopista fabricado no Brasil pela fábrica de brinquedos Trol, sob licença da norte-americana Ideal Toy Company.
A principal novidade era que o trilho, apenas elétrico, possibilitava ultrapassagens, visto que não usava neste sistema guias mecânicos como ocorre no autorama.